# 北苏镇
北苏镇，是中华人民共和国河北省石家庄市无极县下辖的一个乡镇级行政单位。

## 行政区划
北苏镇下辖以下地区：
北苏村、南苏村、史村、驿头村、大名庄村、南焦村、东庄村、明秩寺村、楼下村、寺下村、林中村、月旦村、西市庄村、东市庄村、费家庄村、新城村、彭家庄村和马桥村。